# Anomalocarididae
Anomalocarididae (ocasionalmente escrito incorretamente como Anomalocaridae ) é uma família extinta de radiodontes cambrianos , um grupo de artrópodes do grupo coroa . São datados nos registros fósseis desde o período Cambriano na China, e Estados Unidos.
Por volta da década de 1990 e início da década de 2010, Anomalocarididae incluiu todas as espécies de radiodonte, daí o equivalente anterior do nome comum " anomalocaridídeo " para todo o Radiodonta[carece de fontes?]. Este não é mais o caso após a revisão feita por Vinther et al. 2014, já que Anomalocarididae se restringiu apenas a Anomalocaris e, se houver, alguns gêneros intimamente relacionados desde então. Wu et al. 2021 aceitou apenas Anomalocaris canadensis (excluindo "A." saron , "A." kunmingensis e "A." briggsi ) e Lenisicaris como membro de Anomalocarididae,[carece de fontes?] enquanto Paranomalocaris é questionavelmente incluído por alguns estudos também. Desde então, outras espécies rotuladas no gênero Anomalocaris , como A. saron foram reatribuídas ao seu próprio gênero (como no caso de ''A.'' saron sendo redescrito como Innovatiocaris ).

## Características
Os anomalocaridídeos eram animais nadadores, achatados e segmentados que possuíam dois apêndices na frente da boca. A boca era uma estrutura circular com forma de um abacaxi, mas com um anel de dentes duros e afiados no orifício central. A boca era mais retangular que redonda, e os dentes não se encontravam no meio. Isso lhes permitiu desenterrar a concha de pequenos artrópodes como os trilobitas; muitos trilobites foram encontrados com marcas de mordida. Os anomalocaridídeos possuíam olhos grandes e um corpo ladeado por uma série de lóbulos de natação.[carece de fontes?]
Parapeytoia yunnanensis, uma espécie de anomalocaridídeo (muitos cientistas debatem se o Parapeytoia é um anomalocaridídeo de verdade, ou se, ele esta mais intimamente relacionado com os gêneros Yohoia e Haikoucaris), pode ter tido pernas. Em comparação as muitas criaturas marinhas de seu tempo, os anomalocaridídeos eram extremamente ágeis. Os lóbulos de seus flancos podiam mover-se em forma de onda, coisa que lhes permitiu mover-se a grandes velocidades. A couraça deles era mais flexível que a de suas presas, permitindo uma maior mobilidade.[carece de fontes?]
Depois de morrer, aqueles grandes organismos tendiam a desintegrar-se e a quebrar-se em pedaços; isso costumava acontecer quando mudavam de pele. Fósseis completamente intactos de anomalocaridídeos são muito raros. Quando foram classificados pela primeira vez, os apêndices da boca foram classificados como artrópodes de outro tipo, a boca era uma medusa fossilizada denominada Peytoia e o corpo era uma esponja chamada Laggania, sem relações com a cabeça. As peças foram finalmente relacionadas na década de 80; desde então foram descritos uma série de gêneros e espécies, que se diferenciam por pequenos detalhes nos apêndices bucais, se eles têm ou não cauda, a situação da boca, etc. Curiosamente, quando estes fósseis são completamente reconstruidos, eles se assemelham (na aparência), a um camarão gigante com um par de apêndices perto da boca.[carece de fontes?]
O nome Anomalocaris se referia originalmente aos apêndices (que foram à primeira parte a receber um nome), e depois se aplicou ao animal inteiro por causa da lei de prioridade da nomenclatura zoológica.[carece de fontes?]

## Classificação
Atualmente se conhecem cinco gêneros de anomalocaridídeos: Amplectobelua, Anomalocaris, Hurdia, Laggania e Schinderhannes. Foi classificada na família uma série de outros animais que se consideram relacionados, Parapeytoia, Pambdelurion e Kerygmachela, porém provavelmente pertencem a clados diferentes. Os anomalocaridídeos são bastante comuns durante todo o Cambriano, e são conhecidos desde os primórdios do tipo de fauna do Folhelho Burgess, o Cambriano Inferior da Polônia, anterior à primeira aparição de trilobitas.
Comparando as espécies de Anomalocaris com as de Laggania, as espécies de Laggania não possuíam cauda além de terem uma cabeça muito maior com os olhos que eram localizados atrás em vez da frente da boca, o que teria sido desvantajoso para a caça ativa. Como resultado disto, alguns cientistas tem descrito o Laggania como um animal que se alimentava de plâncton. Contudo, as espécies de Amplectobelua, em contraste com as espécies de Anomalocaris, eram menores e tinham a frente do corpo muito mais ampla com os olhos localizados lateralmente à boca.
Os anomalocaridídeos parecem estar estreitamente relacionados com os opabinídeos (Opabinidae), outro gênero de animais enigmáticos. A descoberta de um anomalocaridídeo devoniano sugere que a família é um grupo parafilético, contendo os artrópodes.